# Vlagyimir Jevgenyjevics Golubev
Vlagyimir Jevgenyjevics Golubev, oroszul: Владимир Евгеньевич Голубев (Leningrád, 1950. április 16. – 2022. szeptember 19.) szovjet válogatott orosz labdarúgó, hátvéd, edző.

## Pályafutása

### Klubcsapatban
A Zenyit Leningrád korosztályos csapatában kezdte a labdarúgást. 1968 és 1981 között 335 bajnoki mérkőzésen szerepelt és hét gólt szerzett a Zenyit együttesében.

### A válogatottban
1977–78-ban három alkalommal szerepelt a szovjet válogatottban.

### Edzőként
1987 és 1989 között a Zenyit Leningrád csapatánál dolgozott edzőként. 1987-ben és 1989-ben az együttes vezetőedzője volt. A köztes időszakban segédedzőként tevékenykedett. 2006 és 2008 között a Zenyit második csapatának a szakmai munkáját irányította. 2018–19-ben az FK Leningragyec segédedzője volt.

## Sikerei, díjai
Zenyit Leningrád
- Szovjet bajnokság
  - 3.: 1980

## Statisztika

### Mérkőzései a szovjet válogatottban
| Szovjetunió | Szovjetunió         | Szovjetunió                 | Szovjetunió | Szovjetunió | Szovjetunió   | Szovjetunió | Szovjetunió | Szovjetunió |
| #           | Dátum               | Helyszín                    | Hazai       | Eredmény    | Vendég        | Kiírás      | Gólok       | Esemény     |
| ----------- | ------------------- | --------------------------- | ----------- | ----------- | ------------- | ----------- | ----------- | ----------- |
| 1.          | 1977. szeptember 7. | Volgográd, Központi Stadion | Szovjetunió | 4 – 1       | Lengyelország | barátságos  | -           |             |
| 2.          | 1978. február 26.   | Marrákes, El Harti Stadion  | Marokkó     | 2 – 3       | Szovjetunió   | barátságos  | -           |             |
| 3.          | 1978. április 5.    | Jereván, Hrazdan Stadion    | Szovjetunió | 10 – 2      | Finnország    | barátságos  | -           |             |
|             | Összesen            |                             |             | 3           | mérkőzés      |             | 0           | gól         |